# Червоношкірі (фільм)
Червоношкірі (Резервація) — драма 2002 року режисера Кріса Ейра про сучасних індіанців лакота, поставлена за однойменним романом Адріана Льюїса. Перший художній фільм, цілком знятий на території та в околицях індіанської резервації Пайн-Рідж.

## Сюжет
Дії передує короткий документальний вступ — фрагменти кінохроніки і випусків новин, з яких стає відомо про історію і сучасну соціально-економічну ситуацію в Пайн-Рідж. Головний герой фільму Руді, резерваціоний поліцейський, веде подвійне життя: будучи не в силах протистояти яке творять в резервації насильства законними засобами, ночами він перетворюється в страхітливого месника в масці. Брат Руді, Моги, що страждає ПТСР ветеран В'єтнаму, практично перебуває на його піклуванні: Руді дає йому гроші на алкоголь, що дозволяє йому забутися, і разом з тим стежить, щоб Моги не потрапив у біду. Колись у дитинстві Моги врятував йому життя, і Руді відчуває себе в боргу перед ним, але допомогти братові по-іншому він безсилий.
Перебуваючи на чергуванні, Руді отримує виклик до покинутого будинку біля греблі, притону неприкаяних підлітків з усієї резервації. Там він знаходить понівечене тіло юнака на ім'я Кірки Червоний Хвіст. В темряві Руді вдається розгледіти лише світло-зелені шнурки на кросівках тікаючого вбивці; пустився в погоню, він спотикається і розбиває голову об камінь. З розмови з агентом ФБР він розуміє, що шансів розкрити справу практично немає. На наступний день він запрошує брата на пікнік, який влаштовує його поліційний відділок, щоб трохи розвіяти меланхолію Моги, але лише свариться з братом і заробляє серцевий напад. Кохана Руді, яка відвідує його у лікаря — дружина його далекого родича. Руді відчуває, що заплутався в особистих і професійних проблемах і втрачає контроль над власним життям. Розборонючи в закусочній двох забіяк підлітків, Руді бачить зелені шнурки на кросівках одного з хлопців, і тим же ввечері месник знову бере верх над поліцейським. Руді нападає на підлітків, назвавшись «привидом вбитого Кірки», і калічить їх бейсбольною битою. Опинившись у лікарні, хлопці зізнаються поліцейським у вбивстві.
Не розуміючи, які сили грають його життям, Руді йде за порадою до знахаря. Той каже йому, що прадавній дух Іктоми, хитрун і насмішник, міг підстерігати його і проникнути в його мозок через рану на голові. Зазвичай Іктоми є людьми в образі павука, але йому нічого не варто обернутися каменем. Він пропонує Руді провести для нього обряд очищення, якщо ситуація стане ще гірше.
Увечері Руді дивиться випуск новин. Журналістка веде прямий репортаж з Пайн-Рідж, і коли неподалік виявляється Моги напідпитку, звертається до нього за коментарем. Слова брата наповнюють Руді соромом і гнівом, і, не в силах більше виносити сусідство торговців спиртним, паразитуючих на бідах індіанців, він одягає свою чорну маску і спалює винний магазин у містечку Уайтклей. За зловісному збігом обставин, на даху магазину в цей момент спить його брат. Моги виживає в пожежі, але отримує важкі опіки, його обличчя тепер знівечене. Руді шокований, він розуміє, наскільки сліпим і зарозумілим він був, і відправляється на церемонію очищення.
Лікар у лікарні повідомляє йому, що у Моги невиліковний цироз печінки. Руді нарешті зважується на відверту розмову з братом, який сміється над його таємною місією месника. Присоромлений Руді питає, чим він може загладити свою провину, і Моги пропонує йому об'єднатися, як в старі добрі часи, і засунути кілька динамітних шашок в ніс кам'яного Джорджу Вашингтону на горі Рашмор. Він говорить, що хороший сміх буде набагато корисніше його людям, ніж все, що Руді робив досі.
Моги знову потрапляє в лікарню із запаленням легенів. Він просить родичів дати йому померти у своєму ліжку. На ранковому обходу лікар каже Руді, що його брат відчуває себе краще. Заспокоєний, Руді відправляється в місто за покупками, але, повернувшись, уже не застає Моги в живих. Він знову відчуває провину за те, що не встиг виконати свій обов'язок перед братом, і вирішує виконати його останнє прохання, хоча в душі вважає його повною дурістю. Купивши відро незмивною червоної фарби, він відправляється до монумента на горі Рашмор. Руді ставить відро на камінь і секунду вагається, але тут він помічає павука, що повзе по відрі. Усміхнувшись хитрощам Іктоми, Руді кидає відро вниз на кам'яне обличчя Вашингтона і прощається з Моги. Від'їжджаючи по шосе від місця злочину, він бачить на носі і щоках Джорджа Вашингтона червоний слід, схожий чи то на цівку крові, чи то на сльозу.

## Турне «Rolling Rez»
Офіційний вихід фільму на екрани США передувала серія безкоштовних показів в індіанських резерваціях і міських громадах. Пересувний кінотеатр на 100 місць був обладнаний у величезному трейлері, де глядачам пропонувалися також легкі закуски і додаткові зручності. Всі фінансові витрати взяла на себе кінокомпанія «First Look Cinema». Як пояснив Кріс Ейр, «ідея турне „Rolling Rez“ виникла через те, що у Пайн-Рідж немає кінотеатрів, а я вважав своїм обов'язком показати фільм жителям тієї громади, де він був знятий. Ми обмірковували різні варіанти, і в результаті виникла думка зробити „кінотеатр на колесах“. Після Пайн-Рідж ми вирішили дати можливість людям в інших резерваціях побачити картину».

## Нагороди
- 2002, Міжнародний кінофестиваль в Токіо — нагорода найкращому акторові (Грем Грін).
- 2003, Премія «PRISM» в категорії «Художній фільм».

## Цікаві факти
- Агент Грема Гріна погодилася на роль Моги від його імені, як тільки дізналася про пропозицію, вбачаючи в ній багатий акторський потенціал Сам Грін спочатку був не в захваті від ролі, вважаючи її занадто похмурою.
- Ерік Швейг, іронізуючи над звичайним для Голлівуду амплуа акторів-індіанців, сказав, що був щасливий можливості зніматися у Ейра «і ходити на роботу в джинсах, а не в пов'язці на стегнах».
- Для зйомок на території Пайн-Рідж були використані реальні будинки жителів резервації, що додало картині автентичність і, крім того, допомогло заощадити на реквізиті. Однак власники винних магазинів прикордонного містечка Уайтклей, не бажаючи привертати до свого бізнесу непотрібну увагу, відмовилися співпрацювати зі знімальною групою. У результаті спеціально для фільму був побудований (і спалений) винний магазин.